# Метание мяча
Метание мяча — легкоатлетическая дисциплина, входящая в технические виды легкоатлетических соревнований. Суть дисциплины состоит в том, что спортсмену нужно метнуть спортивный снаряд на максимально далёкое расстояние. Так же является и бросковым упражнением, используемым в различных командных игровых видах спорта-футбол, баскетбол, волейбол, гандбол. Так же используется на уроках физкультуры в школе для укрепления общего физического развития.

## Разновидности
В метании мяча различают два основных вида — метание мяча с места и метание мяча с разбега. Техника выполнения может быть разнообразной — из-за головы, одной рукой, с кисти и т. д. Метание с места производится из сектора для метания молота, метание с разбега — в коридоре 1,5 метра шириной и длиной 10-15 метров.

## Техника выполнения бросков
Техника метания мяча обычно разделяется на три или четыре основных фазы, в зависимости от методики обучения:
1. Держание (Прицеливание)
Фаза метания мяча, во время которой производится прицеливание, называется держание. На этом этапе спортсмен удерживает мяч в руке, выбирает цель и подготавливается к замаху. Правильное положение тела и рук, а также концентрация на цели являются ключевыми факторами в этой фазе.
2. Замах
Замах — это фаза, в которой спортсмен отводит руку с мячом назад, создавая необходимую потенциальную энергию для броска. Важно контролировать амплитуду и скорость замаха для максимальной эффективности.
3. Бросок
Бросок — заключительная и наиболее динамичная фаза метания. Здесь происходит разгибание руки и выпуск мяча в направлении цели. Координация движений и правильная техника броска влияют на дальность и точность метания.

## Особенности проведения соревнований
Соревнования проводятся на открытом воздухе и в помещениях. При этом учитывается безопасность судей и зрителей на соревнованиях, место для броска и приземления ограничены защитной сеткой.
При проведении соревнований по метанию мяча учитываются следующие факторы:
для разных возрастных категорий различный вес и размер спортивного снаряда, например для школьников вес мяча не должен превышать 150 грамм. Для взрослых участников вес и размер снаряда намного больше.